# Renato Ribeiro Calixto
Renato Ribeiro Calixto (* 4. Oktober 1988 in Cardoso), auch bekannt als Renatinho, ist ein ehemaliger brasilianischer Fußballspieler.

## Karriere
2007 unterschrieb er einen Vertrag beim Zweitligisten Coritiba FC. 2007 feierte er mit dem Verein die Zweitligameisterschaft und den Aufstieg in die erste Liga. Danach spielte er bei Londrina EC, Atlético Goianiense und AA Ponte Preta. 2011 wurde er mit Ponte Preta Tabellendritter der zweiten Liga und stieg in die erste Liga auf. 2012 wechselte er zum japanischen Kawasaki Frontale, bestritt 104 Erstligaspiele und schoss dabei 37 Tore. 2013 und 2014 erreichte er mit Kawasaki das Halbfinale des J.League Cup. Sommer 2015 wechselte er zum chinesischen Guangzhou R&F. 2021 kehrte er nach Brasilien zurück und unterschrieb einen Vertrag bei Ponte Preta.